# Skull Fist
Skull Fist — канадская хэви-метал группа из Торонто, Канада

## История

### Образование,Heavier Than MetalиHead of the Pack(2006—2010)
Skull Fist была основана в 2006 году гитаристом и вокалистом Заком Слотером в Торонто. В том же году группа выпустила двухпесенное демо под названием No False Metal, в которое вошли треки «Ride the Beast» и «No False Metal». С 2006 по 2010 годы группа претерпевала многочисленные изменения в составе, когда разные музыканты присоединялись всего на несколько недель, а некоторые приходили и возвращались обратно на регулярной основе, оставляя Слотера единственным постоянным участником. Слотер выпустил мини-альбом Heavier Than Metal с Элисон Тандерленд на барабанах и Сэром Шредом на второй гитаре в 2010 году, получивший очень положительный отклик в метал-сообществе, и вскоре после этого группа подписала контракт с Noise Art Records. После релиза группа отыграла 2 тура в поддержку альбома по Канаде, выступила на фестивале Metal Assault в Германии, а также организовала тур по Европе в январе 2011 года. Затем они отыграли концерты на фестивале Up the Hammers в Греции и тур с Bullet и Enforcer в апреле 2011 года. Элисон и Шред покинули группу из-за личных конфликтов.
Кейси Слэйд присоединился к группе вскоре после записи мини-альбома, фактически заменив гитариста Джонни Неста, который был вынужден играть партии бас-гитары, пока Слотер не нашёл постоянного участника. Естественно, Неста теперь присоединился к Skull Fist на гитаре, в результате чего был выпущен дебютный альбом Head öf the Pack. Он был выпущен 26 августа 2011 года и положил начало музыкальной карьере группы. После выпуска альбома к группе присоединился Джейк Пёрчэйз, и был проведен ещё один тур по Канаде вместе с Sabaton и Grave Digger. Альбом получил отличные отзывы по всему миру, что привело их к ещё одному европейскому турне с Grand Magus, Bullet, Steelwing и Vanderbuyst. Летом 2012 года группа делила сцену с Megadeth, W.A.S.P. и Uriah Heep на фестивале Metal Fest 2012. Джейк Пёрчэйз ушёл, и его заменил Крис Стив. Затем последовал тур по Японии с Solitude и концерт с легендарным блэк/трэш-коллективом Sabbat, тур по Канаде и тур по Бразилии. Релиз второго альбома в 2013 году был отложен из-за нехватки финансирования, а затем снова отложен после того, как Слотер сломал себе шею и другие кости в результате несчастного случая со скейтбордом.

### Chasing the Dream(2014—2015)

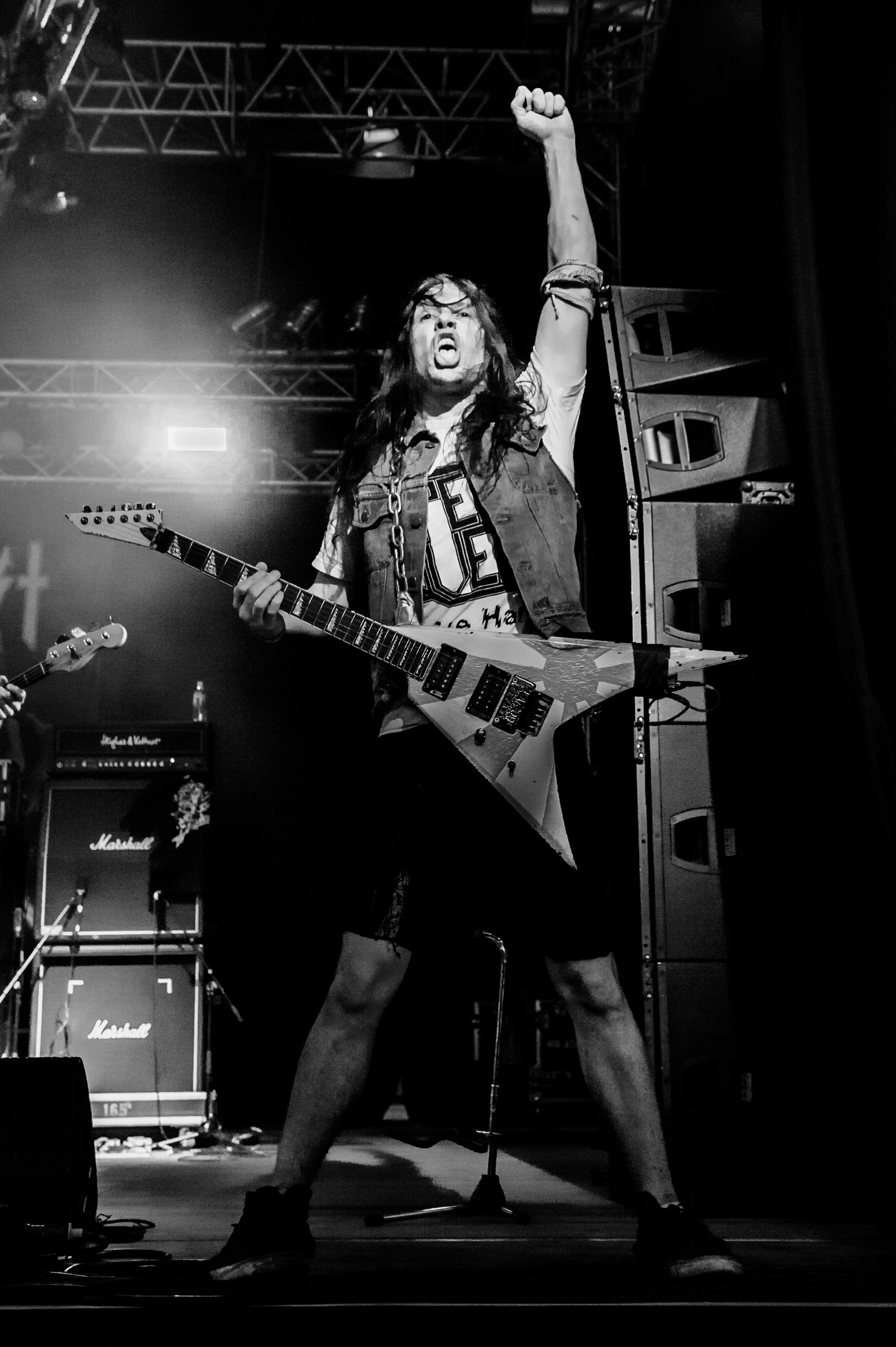
Основатель и единственный постоянный участник группы Зак Слотер в 2017 году

Второй альбом группы под названием Chasing the Dream был выпущен в январе 2014 года. В интервью 2013 года фронтмен Джеки Слотер объяснил трехлетний разрыв между дебютом и его продолжением:

Очевидно, деньги не растут на деревьях. Когда мы изначально планировали запись, у нас не было достаточно бабла, поэтому мы отодвинули её на 2 месяца, а затем месяц спустя я эгоистично решил сломать себе шею, катаясь на скейтборде, и мы были вынуждены отложить её ещё на 2 месяца.
Оригинальный текст (англ.)Money doesn't grow on trees apparently. We didn't have enough moula when we originally planned to record, so we pushed it back 2 months and then one month later I selfishly decided to break my neck skateboarding which put us out for another 2 months.

В начале 2014 года группа объявила о своём европейском турне с 30 концертами по 14 странам. После европейских концертов группа дала 9 концертов в Мексике. Между этими датами они также выступили на некоторых фестивалях и провели тур по Южной Америке, США и Канаде. Альбом был номинирован на канадскую премию Джуно, став свидетельством роста популярности группы.
Состав группы изначально был нестабильным, но с 2011 года в него неизменно входили основатель Джеки Слотер, гитарист Джонни Неста и басист Кейси Слэйд. Этот состав присутствует на всех студийных альбомах группы (хотя и с разными барабанщиками).

### Way of the Roadи Paid In Full (2015-настоящее время)
30 июня 2015 года Зак Слотер покинул группу примерно на четыре месяца, после чего снова вернулся в состав. Третий студийный альбом группы был выпущен 26 октября 2018 года и назывался Way of the Road. Skull Fist также вошли в саундтрек к новозеландскому комедийному фильму ужасов Смертельный оргазм.
Skull Fist в настоящее время работают над своим четвёртым студийным альбомом, который должен быть выпущен в начале 2021 года.
18 февраля Skull Fist анонсировали новый альбом под названием Paid In Full, который должен выйти 22 апреля 2022 года на лейбле Atomic Fire Recrods

## Участники

### Текущий состав
- Зак Слотер — вокал, ритм-гитара (2006—2015, 2015 — настоящее время)
- Кейси Слэйд — бас-гитара, бэк-вокал (2011 — настоящее время)
- Джей Джей Тарталья — ударные (2014 — настоящее время)

### Бывшие участники
- Сэр Шред — соло-гитара (2006, 2010—2011)
- Элисон Тандерленд — ударные (2009—2011)
- Крис Стив — ударные (2013—2014)
- Джонни Неста — соло-гитара, бэк-вокал (2011—2021)

## Дискография

### Полноформатные альбомы
- Head öf the Pack (2011)
- Chasing the Dream (2014)
- Way of the Road (2018)
- Paid In Full (2022)

### Мини-альбомы
- No False Metal (2006)
- Heavier Than Metal (2010)